# Gierałtów
Gierałtów (niem. Gersdorf a. Queis) – wieś w Polsce położona w województwie dolnośląskim, w powiecie bolesławieckim, w gminie Nowogrodziec.
Gierałtów to duża wieś leżąca na północnym skraju Pogórza Izerskiego, nad północnym biegiem Czernej Wielkiej, na wysokości około 220–230 m n.p.m.
W roku 1946 w wyniku powojennych zmian granic państwowych wieś została włączona administracyjnie do nowo powstałego województwa wrocławskiego, ustalono również jej obecną nazwę. W latach 1954–1959 wieś należała i była siedzibą władz gromady Gierałtów, po jej zniesieniu w gromadzie Wykroty. W latach 1975–1998 miejscowość administracyjnie należała do województwa jeleniogórskiego.
W miejscowości jest przystanek kolejowy Gierałtów.

## Historia
W I połowie XVI wieku wieś należała do dób rady miejskiej Lubania. W latach 1852–1866 majątek gierałtowski był własnością kompozytora Adolfa von Henselta, który gościł tu Richarda Wagnera i Hansa Christiana Andersena.

## Zabytki
Do wojewódzkiego rejestru zabytków wpisane są:
- kościół parafialny pw. św. Antoniego z XV w., przebudowany w latach 1780-1781. We wnętrzu barokowe rzeźby, organy oraz płyta nagrobna z XVIII w.[7]
- zespół pałacowy, z XVI–XIX w.:
  - pałac-dwór, nie istnieje, rozebrany w latach 60. XX wieku[9]
  - park z klonem srebrzystym "Znachorem", który jest pomnikiem przyrody[7].